# Filothei-Psikhikó
Filothei-Psikhikó (Φιλοθέη-Ψυχικό) és un municipi de la unitat perifèrica d'Atenes Septentrional, a la perifèria de l'Àtica, Grècia. També forma part de l'àrea metropolitana d'Atenes. Segons el cens de l'any 2021 és el municipi menys populós d'Atenes Septentrional.

## Geografia

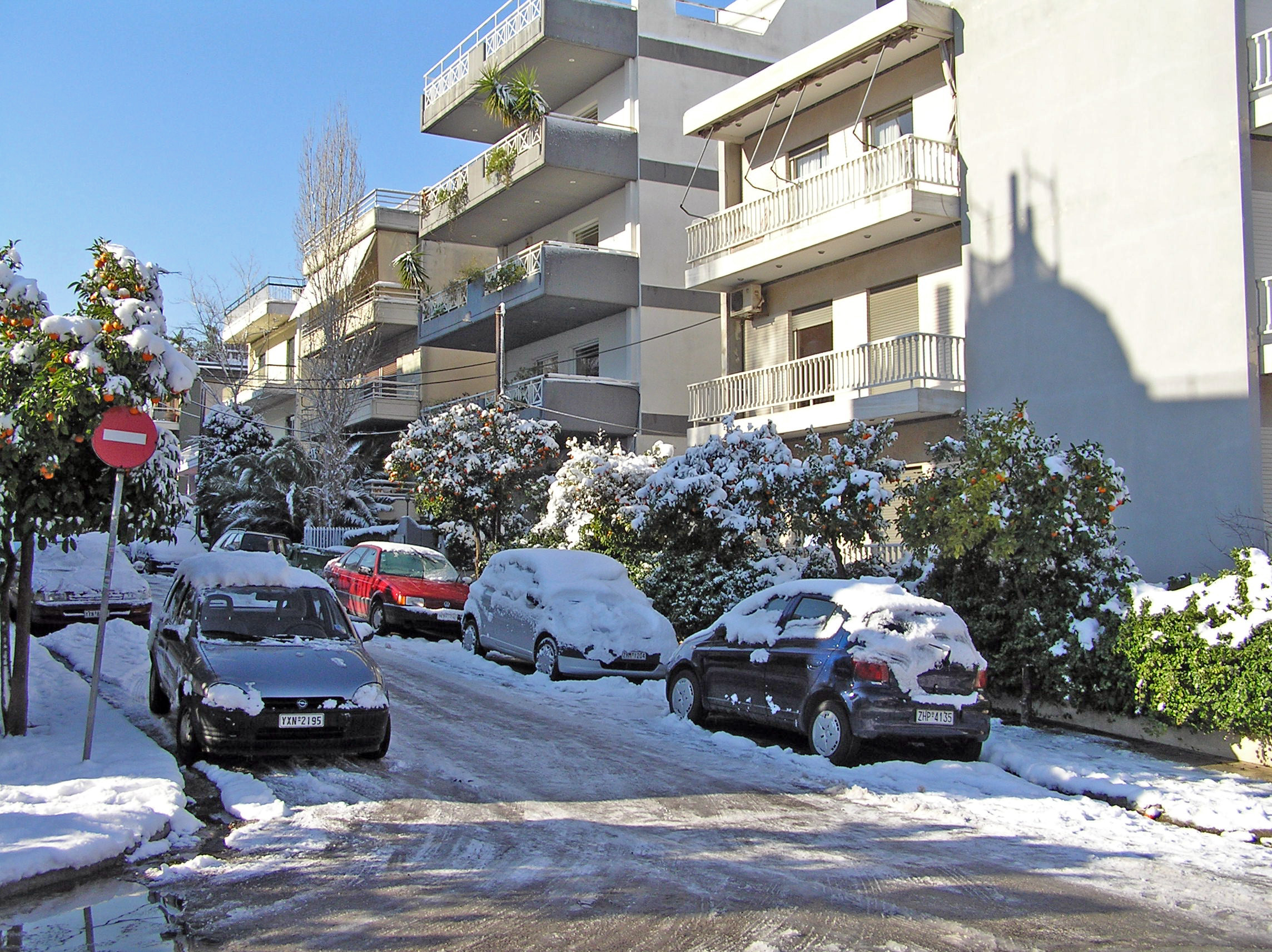
Carrer nevat a Filothei-Psikhikó

Administrativament, Filothei-Psikhikó té tres unitats municipals: Filothei, Neo Psikhikó i Psikhikó (el centre del municipi). El municipi es troba localitzat a vora 5 quilòmetres (km) de distància al nord-est del centre d'Atenes. Psikhikó és estrictament un suburbi residencial d'Atenes on només es permet el comerç en dues reduïdes zones designades: el Nou Mercat (Néa Agora) i l'Antic Mercat (Palaia Agora); l'ajuntament també regula la construcció, no permetent habitatges de més de 3 nivells. El terme municipal té una superfície total de 6,077 quilòmetres quadrats (km²).

## Història

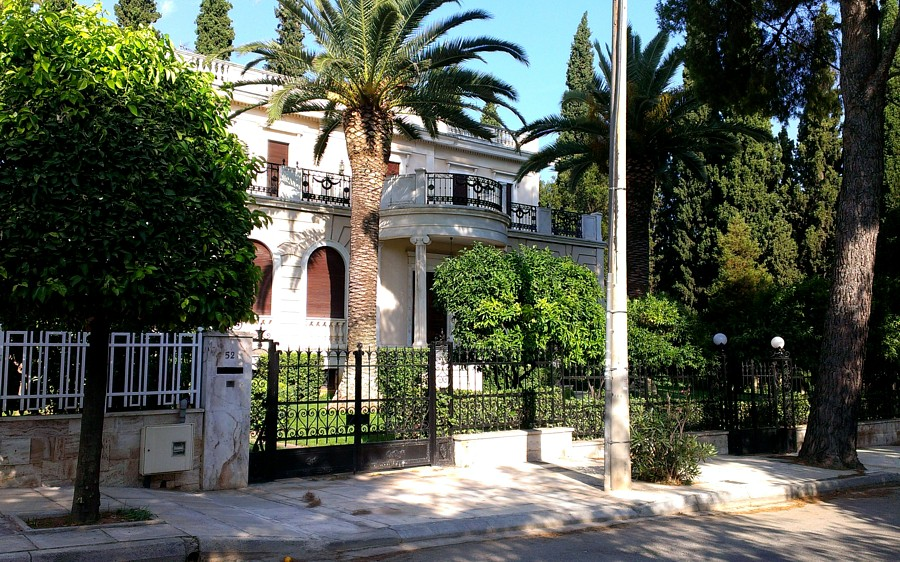
Antiga vila a Psikhikó

El nom de Pshykhikó significa literalment "acte de caritat". Psikhikó fou històricament lloc de residència de l'aristocràcia, membres de la família reial grega i, generalment, població benestant tradicional. Psikhikó fou llar de personatges com ara la Reina dels Hel·lens Frederica de Hannover o Andreas Papandreu i senyora abans del cop d'estat de 1967; també fou el lloc de naixement de la futura reina consort d'Espanya, Sofia de Grècia i del futur Rei de Grècia, Constantí II. Antigament part de Khalandri, Neo Psikhikó fou reconeguda com a població separada l'any 1946 i esdevingué municipi el juliol de 1982.
Amb el programa Cal·lícrates de l'any 2011 es fusionaren els antics municipis de Filothei, Neo Psikhikó i Psikhikó per a crear l'actual de Filothei-Psikhikó. Actualment les tres poblacions mantenen una certa autonomia com a unitats municipals. El municipi és un dels més rics de l'àrea metropolitana d'Atenes, amb un alt preu del sól i un gran nombre d'ambaixades, especialment dels rics països de l'orient mitjà.

## Demografia
| Gràfica d'evolució de Filothei-Psikhikó entre 1981 i 2021 |
|                                                           |